# 刘喜 (骁骑将军)
| 姓名           | 劉喜                                                    |
| 時代           | 新朝 - 东汉時代                                         |
| 生没年         | 〔不詳〕                                                |
| 字・別号       | 共仲（字）                                              |
| 本貫・出身地等 | 冀州鉅鹿郡昌城县                                        |
| 職官           | 偏将軍〔劉秀〕→騎都尉〔劉秀〕 →驍騎将軍〔劉秀（东汉）〕 |
| 爵位・号等     | 列侯〔劉秀（东汉）〕 →观津侯〔东汉〕                    |
| 陣营・所属等   | 汉光武帝（劉秀）                                        |
| 家族・一族     | 兄 ： 劉植，从兄：劉歆                                  |

劉喜（?—?），字共仲，冀州鉅鹿郡昌城县（在今河北省深州市孤城村）人，新朝至东汉時代初期武将。雲台二十八将之一劉植的弟弟，从兄劉歆。

## 生平
河北王郎起兵，劉喜随兄劉植，率宗族賓客，率领数千人守卫昌城。劉秀（後汉光武帝）从薊城返回途中，被劉植迎入。劉植任驍騎将軍，劉喜和劉歆封列侯，任命偏将軍。
建武二年（26年），劉植在討伐河南尹密县的作战中战死，光武帝以劉喜继承劉植的官位，任驍騎将軍，封观津侯。
建武四年（28年）五月，劉喜和祭遵、朱祜、耿弇一起，討伐叛逆涿郡太守张丰，张丰被部下捕縛，张丰之乱被平定。再討伐叛漢的彭寵，祭遵駐屯涿郡良乡、劉喜駐屯陽乡。彭寵之弟彭純依靠匈奴軍勢，攻打祭遵軍、劉喜軍。耿舒反击，彭寵軍敗退。
劉喜死後，劉歆後任驍騎将軍，封浮陽侯。